# Lexus GS
La Lexus GS de l’anglais « Grand Sedan » (Grande Berline), est une berline de luxe du constructeur automobile japonais Lexus, division de Toyota, et produite de 1993 à 2020. Elle se plaçait entre l’IS (1998 -) et la LS (1989 - ) 
Les deux premières générations de Lexus GS avaient un équivalent Toyota dénommé Aristo, réservé au marché japonais (avec une carrosserie similaire, mais des différences dans les motorisations et les finitions) et produit jusqu’en 2005. Toutes les GS offraient un 6 cylindres ou un V8. Un 4 cylindres atmosphérique ou turbo fut proposé sur la quatrième génération (2012)  pour certains marchés, hors États-Unis. Les modèles hybrides furent produits à partir de 2006. Les GS étaient toutes des propulsions, mais des versions 4 roues motrices furent aussi commercialisées.
La première génération fut distribuée en 1993 aux Etats-Unis, en Europe et dans certains pays d’Asie, sur une base de Toyota Crown, avec un 6 cylindres en ligne et une carrosserie signée Italdesign Guigiaro. La deuxième génération sortit en 1997, avec une nouvelle plateforme, un style conçu en interne et, pour la première fois hors Japon, un V8. La troisième génération, commercialisée pour la première fois au Japon, vit le jour en 2006, avec des versions V6, dont une version hybride, la 450h, et V8. La quatrième et dernière génération de GS fut produite de 2012 à 2020. Elle comprenait une version sportive dénommée GS F et était animée par un V8 de 5,0 litres et produisant 473 ch.
La GS fut remplcacée en 2018 par la ES.

## Première génération (S140 1993 - 1997)

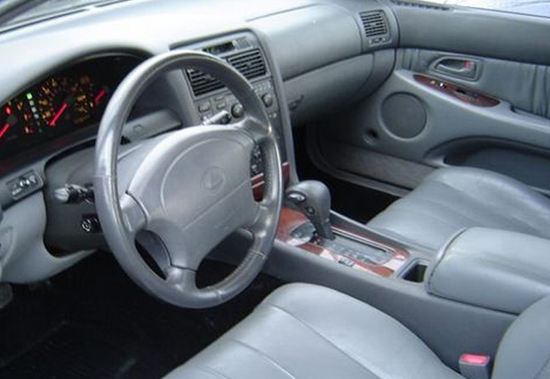

### Motorisations
- 3.0 Litres 2JZ-GE (atmosphérique) 6-cylindres en ligne
- 3.0 Litres 2JZ-GTE (Bi-Turbo) 6-cylindres en ligne
- 4.0 Litres 1UZ-FE (atmosphérique) 8-cylindres en V (V8)

## Seconde génération (S160 1997 - 2005)

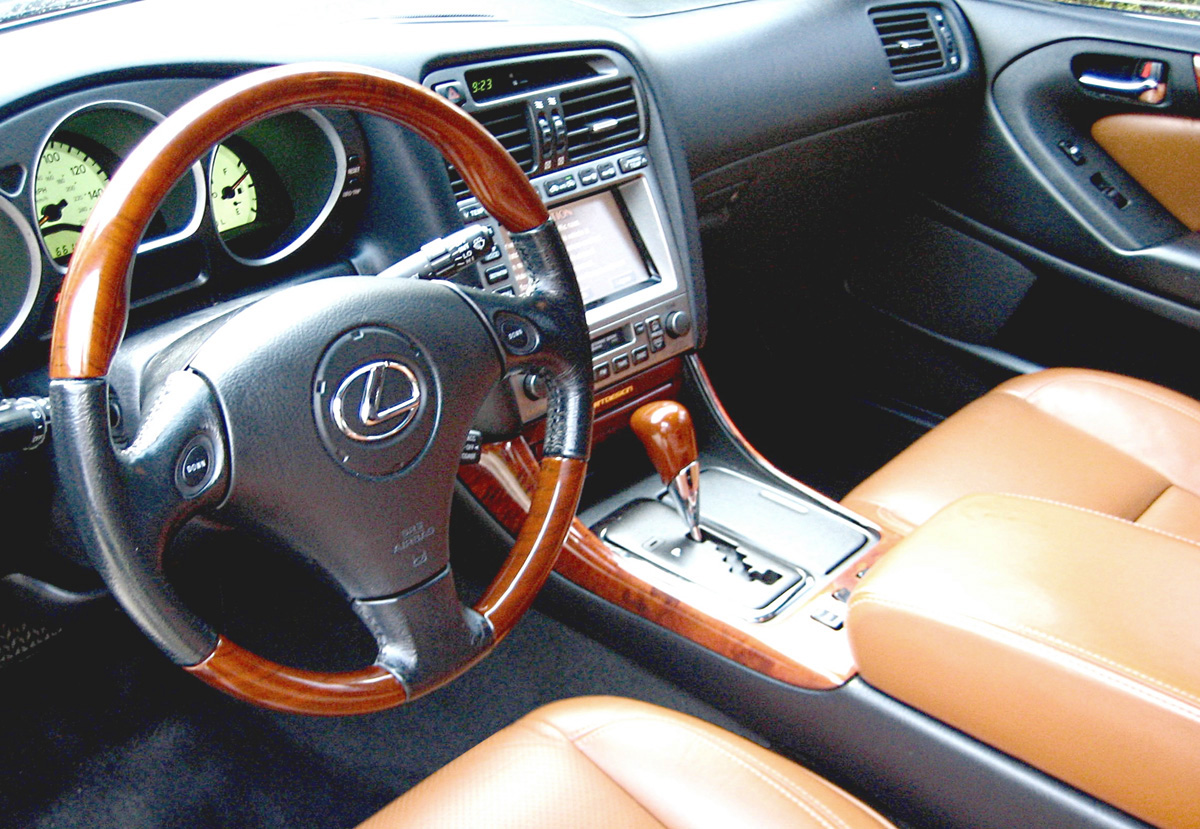

### Motorisations
- 3.0 Litres 2JZ-GE (atmosphérique) 6 cylindres en ligne (JZS160)
- 3.0 Litres 2JZ-GTE (Bi-Turbo) 6 cylindres en ligne (JZS161) (disponible uniquement au Japon sur les Toyota Aristo V300)
- 4.0 Litres 1UZ-FE (atmosphérique) 8 cylindres en V (V8) (UZS160)
- 4.3 Litres 3UZ-FE (atmosphérique) 8 cylindres en V (V8) (UZS160)

## Troisième génération (S190 2005 - 2012)

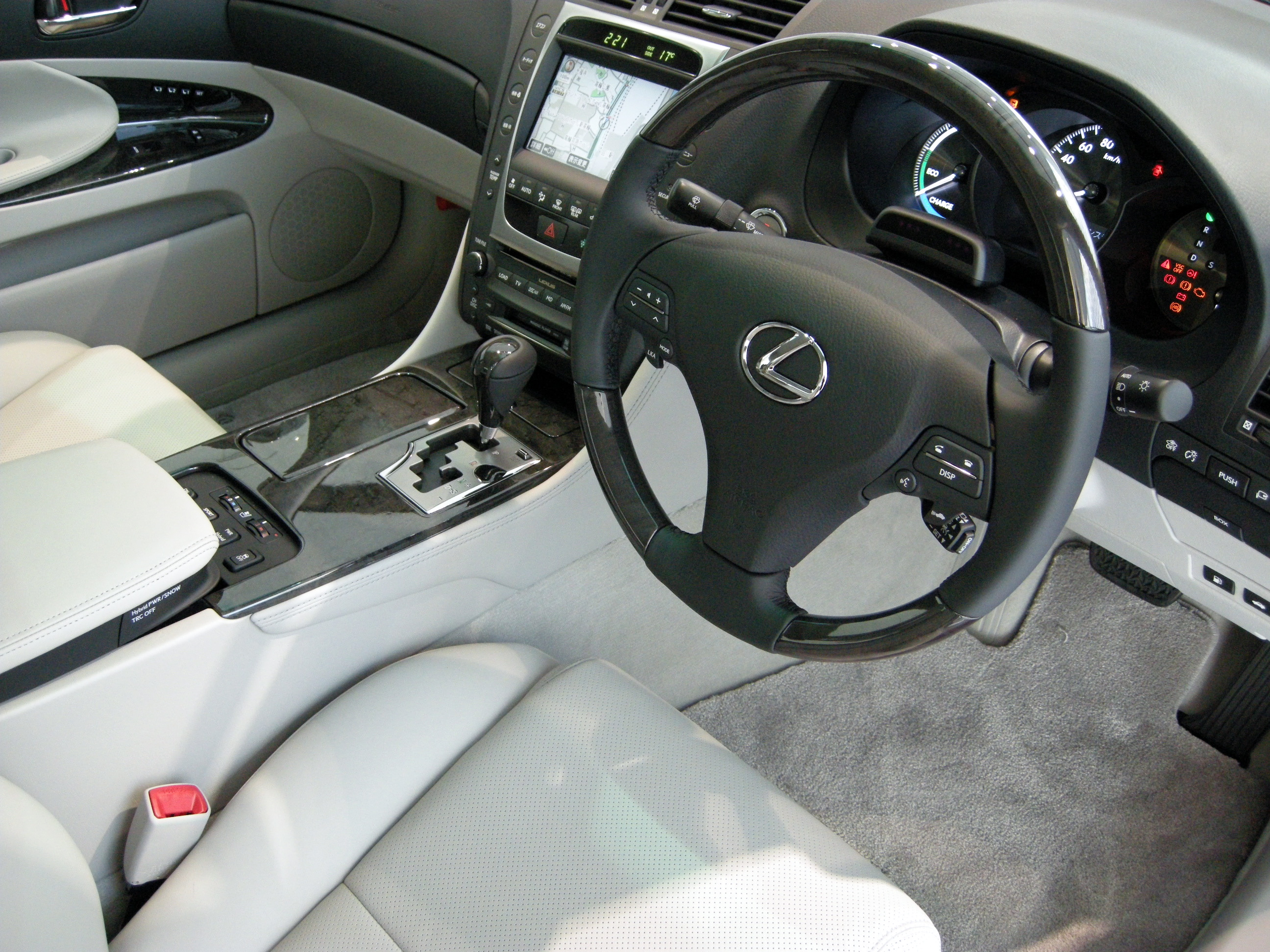

Avec la troisième génération, Lexus a introduit un nouveau langage stylistique connu sous le nom de « L-finesse » représenté par trois caractères japonais kanji qui expriment « élégance fascinante, simplicité percutante et  innovation fluide ». Les caractéristiques stylistiques, y compris le profil fuyant, la calandre abaissée et l'utilisation de surfaces convexes et concaves, sont dérivées de motifs culturels japonais, comme par exemple l'expression « kirikaeshi » : en forme de pointe de flèche. Les modèles Lexus antérieurs étaient critiqués pour leur style sobre souvent confondu avec celui des voitures concurrentes du marché, mais les experts du design automobile ont décrit la Finesse L comme ajoutant une touche spécifique qui embrasse l'identité du design japonais. 

### Motorisations
- Moteur 3.0 3GR-FSE V6 (GRS190)
- 3.5 2GR-FSE V6 (GRS191)
- 4.3 3UZ-FE V8 (UZS190)
- 4.6 1UR-FE V8 (URS191)

### Hybride
La Lexus GS 450h est équipée d'un système de motorisation hybride basé sur le système Hybrid Synergy Drive.

## Quatrième génération (L10 2012 - 2020)
Cette génération, dans la continuité de la précédente,, développe notamment le style L Finesse de la version antérieure.
C’est au début de l'année 2007 que la conception de la GS  L10 a commencé sous la direction de Yoshihiko Kanamori pour s’achever sous la direction du nouveau président et PDG Akio Toyoda en 2009, dont c’était la pièce maîtresse pour mieux distinguer la marque et concurrencer les constructeurs premium allemands qui avaient gagné des parts de marché aux États-Unis. Toyoda semble s’être d'abord opposé aux choix stylistiques audacieux du nouveau modèle (notamment, suivant le modèle  « L finesse », la grille en trapèze, destinée à être utilisée sur tous les modèles Lexus à venir) mais il aurait ensuite remercié l'équipe d’ingénieurs qui l'avait persuadé de donner son feu vert. Contrairement aux trois premières générations, la quatrième génération de la GS n'est pas basée sur la Toyota Crown, mais construite sur une plateforme distincte, la N.
À ses débuts, le modèle de quatrième génération badgé GS 350 (GRL10) était une propulsion, animée par un moteur V6 associé à une transmission automatique à six vitesses. Trois modes de conduite sont proposés : Eco, Sport S et Sport S+, qui modifient la réponse de l’accélérateur et de la direction, la vitesse de passage des rapports et les réglages de suspension. Le châssis a été revu et le poids total réduit. Pour réduire la masse non suspendue, la nouvelle GS utilise l'aluminium pour tous les éléments  de suspension. La version GS 350 F Sport ajoute notamment un système de roues arrière directrices et un nouveau système de suspension avec amortisseurs réglables.
L'intérieur redessiné reçoit un système de commande de  l’écran de 12,3 pouces (310 mm) par souris ainsi qu’un système audio surround Mark Levinson en option. Les sièges avant à réglage électrique en 18 directions sont optionnels ainsi qu’un système de pré-collision, l’affichage tête haute, le moniteur d'angle mort, l’assistance au maintien dans la voie et le système de surveillance du conducteur.
Les GS 350 et GS 250 (cette dernière étant destinée uniquement aux marchés japonais, chinois, australien et britannique)  ont commencé à être vendues au Japon le 26 janvier 2012, suivies par la GS 450h et la GS 450h F Sport le 19 mars 2012.
La GS 450h (GWL10), à boîte CVT, délivrait une puissance combinée de 256 kW (343 ch). Elle fonctionnait  en cycle Atkinson et procurait une économie de carburant de 25% par rapport à la GS 450h de la génération précédente.
Une version hybride 2.5 L 4 cylindres de 223 ch (dont deux moteurs électriques), toujours avec la boîte CVT, la GS 300h, fut dévoilée en 2013 pour être distribuée en Europe, en Asie, en Australie et en Nouvelle Zélande début 2014.
En 2015, la GS Phase 2 fut présentée au concours d'élégance de Pebble Beach en Californie, avec un léger restylage et une nouvelle motorisation essence 2.0 turbo de 240 ch (GS 200t).
La Lexus GS de quatrième génération céda sa place à la Lexus ES septième génération, présentée au Salon de l'Auto à Pékin en avril 2018 et lancée en décembre 2018.

### Motorisations
|                                                  | GS 300h                      | GS 450h                | GS F                                |
| ------------------------------------------------ | ---------------------------- | ---------------------- | ----------------------------------- |
| Moteur                                           | 4 cylindres + électrique     | V6 + électrique        | V8                                  |
| Cylindrée (cm3)                                  | 2 494                        | 3 456                  | 4 969                               |
| Puissance moteur thermique                       | 133 kW (181 ch)              | 215 kW (292 ch)        | 351 kW (477 ch)                     |
| Puissance moteur électrique                      | 105 kW (143 ch)              | 147 kW (200 ch)        |                                     |
| Puissance combinée                               | 164 kW (223 ch)              | 254 kW (345 ch)        |                                     |
| Couple maximal moteur thermique                  | 221 N m à 4 200–5 400 tr/min | 352 N m à 4 500 tr/min | 530 N m à 4 800–5 600 tr/min        |
| Couple maximal moteur électrique                 | 300 N m                      | 275 N m                |                                     |
| Boîte de vitesses                                | e-CVT (Propulsion)           | e-CVT (Propulsion)     | Automatique 8 rapports (Propulsion) |
| Vitesse maximale (en km/h)                       | 190                          | 250                    | 270                                 |
| 0-100 km/h (en s)                                | 9,0                          | 5,9                    | 4,6                                 |
| Consommation en cycle urbain (en l/100 km)       | 4,6                          | 6,5                    | 16,6                                |
| Consommation en cycle extra-urbain (en l/100 km) | 4,3                          | 5,4                    | 8,1                                 |
| Consommation mixte (en l/100 km)                 | 4,4                          | 5,9                    | 11,2                                |
| Émissions de CO2 (en g/km)                       | 104                          | 137                    | 260                                 |

### GS F
Lexus a lancé en 2015 la version sportive de la GS L10, la GS F avec un moteur V8 de cinq litres et 477 ch et boite automatique à huit rapports.

## Diffusion (toutes générations confondues)

### France[11]
| Année  | 1993 | 1994 | 1995 | 1996 | 1997 | 1998 | 1999 | 2000 | 2001 | 2002 | 2003 | 2004 | 2005 | 2006 | 2007 | 2008 | 2009 | 2010 | 2011 | 2012 | 2013 | 2014 | 2015 | Total |
| Ventes | 8    | 47   | 13   | 14   | 3    | 74   | 38   | 27   | 47   | 40   | 20   | 12   | 144  | 172  | 227  | 175  | 69   | 48   | 15   | 144  | 140  | 184  | NC   | 1 661 |